# Volby do Evropského parlamentu 2004
Volby do Evropského parlamentu se konaly od 10. června 2004 do 13. června 2004 v 25 členských státech Evropské unie
Výsledky ukázaly porážku vládních stran a zvýšení počtu zástupců euroskeptických stran. Rovnováha sil v parlamentu zůstala stejná (největší skupinou zůstalo EPP-ED a druhou největší skupinou zůstal PES). Oproti minulým volbám z roku 1999 přibylo přes 10 nových členských států.
Celkem bylo zaregistrováno 342 milionů oprávněných voličů.

## Volební výsledky

### Evropský parlament
| Volby do Evropského parlamentu 2004 - Konečné výsledky | Volby do Evropského parlamentu 2004 - Konečné výsledky | Volby do Evropského parlamentu 2004 - Konečné výsledky | Volby do Evropského parlamentu 2004 - Konečné výsledky | Volby do Evropského parlamentu 2004 - Konečné výsledky | Volby do Evropského parlamentu 2004 - Konečné výsledky | Volby do Evropského parlamentu 2004 - Konečné výsledky |
| skupina EP                                             | skupina EP                                             | Popis                                                  | Kterému předsedá                                       | Počet evropských poslanců                              | Počet evropských poslanců                              | Počet evropských poslanců                              |
| ------------------------------------------------------ | ------------------------------------------------------ | ------------------------------------------------------ | ------------------------------------------------------ | ------------------------------------------------------ | ------------------------------------------------------ | ------------------------------------------------------ |
|                                                        | EPP–ED                                                 | Konzervativci a křesťanští demokraté                   | Hans-Gert Pöttering                                    | 268                                                    |                                                        |                                                        |
|                                                        | PES                                                    | Sociální demokraté                                     | Martin Schulz                                          | 200                                                    |                                                        |                                                        |
|                                                        | ALDE                                                   | Liberalisté                                            | Graham Watson                                          | 88                                                     |                                                        |                                                        |
|                                                        | Greens–EFA                                             | Zelení a Regionalisté                                  | Monica Frassoni Daniel Cohn-Bendit                     | 42                                                     |                                                        |                                                        |
|                                                        | GUE–NGL                                                | Komunisté, demokratičtí socialisté                     | Francis Wurtz                                          | 41                                                     |                                                        |                                                        |
|                                                        | IND/DEM                                                | Euroskeptici                                           | Nigel Farage Jens-Peter Bonde                          | 37                                                     |                                                        |                                                        |
|                                                        | UEN                                                    | Národní konzervativci a euroskeptici                   | Cristiana Muscardini Brian Crowley                     | 27                                                     |                                                        |                                                        |
|                                                        | NI                                                     | Nezávislí                                              | žádný                                                  | 29                                                     | Total: 732                                             | Zdroj:                                                 |

## Přehled
- Volby do Evropského parlamentu v Belgii 2004
- Volby do Evropského parlamentu v Česku 2004
- Volby do Evropského parlamentu ve Francii 2004
- Volby do Evropského parlamentu v Maďarsku 2004
- Volby do Evropského parlamentu v Německu 2004
- Volby do Evropského parlamentu na Slovensku 2004
- Volby do Evropského parlamentu ve Slovinsku 2004
- Volby do Evropského parlamentu ve Spojeném království 2004